# Heuwinkl (Iffeldorf)

Orthofoto des Heuwinkls

Heuwinkl (ehemals auch Heuwinkel) ist ein Ortsteil der oberbayerischen Gemeinde Iffeldorf im Landkreis Weilheim-Schongau. Er liegt etwa 800 Meter östlich vom Iffeldorfer Ortskern.

## Geschichte
Die Ortschaft Heuwinkl bestand zunächst wohl nur aus der 1701 fertiggestellten gleichnamigen Wallfahrtskirche bis vermutlich im späteren 18. Jahrhundert ein landwirtschaftliches Anwesen errichtet wurde. Dieses erwarb Hugo von Maffei, der Betreiber des nahe gelegenen Guts Staltach, im Jahr 1883 und wandelte es in ein Wohnhaus für seine Arbeiter um. Ab 1934 wurde es für Arbeiter des Iffeldorfer Gutsbetriebs Leidel genutzt, bis es im Jahr 1975 der deutsche Diplomat Berthold von Pfetten-Arnbach kaufte.
| Jahr | Einwohner | Gebäude (ab 1885 nur Wohngebäude) |
| ---- | --------- | --------------------------------- |
| 1825 | 8         | 2                                 |
| 1861 | 4         | 3                                 |
| 1871 | 6         | 3                                 |
| 1885 | 4         | 1                                 |
| 1900 | 3         | 1                                 |
| 1925 | 8         | 1                                 |
| 1950 | 30        | 2                                 |
| 1970 | 16        |                                   |